# ぼくの彼女はウエートレス
『ぼくの彼女はウエートレス』（ぼくのかのじょはウエートレス）は、重野なおきによる日本の4コマ漫画作品。芳文社の雑誌『まんがホーム』（月刊）で2000年1月号から2004年4月号まで、『まんがタイムオリジナル』（月刊）で2002年2月号から2003年5月号まで連載された。
題名は槇原敬之の曲「僕の彼女はウエイトレス」（スタジオ・アルバム『君は誰と幸せなあくびをしますか。』収録）から来ている。
当作品終了後、まんがホームおよびまんがタイムオリジナルでは定期連載は持っていない。

## 概要
喫茶店「With」のウエートレスの星野アリスとサラリーマンの山本トシミツとの恋愛模様を中心にマスターや「With」に来店する客を面白おかしく描く。

## 舞台
喫茶「With」
マスター（間宮圭太）の経営する喫茶店で物語の主要舞台。築3年。たいていは経営状況は赤字で、それにもかかわらず新メニューを次々と出している。軽食・喫茶であり、コーヒーとパスタには自信あり。1巻の途中で改装するが、食器棚が自動で開く・押し続けないと開いていない自動ドア・プラネタリウム・逃走防止装置・扉のベル・時報等どうでもいいような設備ばかりが備え付けられ、マスター曰く自爆装置も付いているらしい改造を施される。何度もトシミツが頭を扉の上の壁にぶつけるためヒビが入ったこともある。床下には古井戸があり、アリス曰く「なんか出てきそう…」。雨漏りやエアコンが壊れる事もしばしば。
大中央出版株式会社
トシミツの所属する会社。トシミツの仕事風景はたいてい、この会社の第3営業部で繰り広げられる。営業成績が毎月貼られるが、チーフがトシミツより成績が低いことからすぐにはがされる。コピー機が20台トシミツの誤解によって届けられたことや、チーフの独立話が広げられたのもここである。また、トシミツがクリスマスにアリスのために、セキュリティルームをいじってビルの電気で巨大なクリスマスツリーを作って、減給処分となったこともある。

## 主な登場人物
星野アリス（ほしの アリス）
「With」で働いているウェートレス。23歳。トシミツと付き合っている。3年前トシミツが「With」のドアの上の壁に頭をぶつけ手当したのが付き合ったキッカケらしいが、くるみにトシミツと付き合っている理由について訊かれた際「ボランティア」という言葉を使っており、本当に好きで付き合い始めたのかどうかは不明。
髪型はショートヘアで、普段はカチューシャをつけている。後ろ髪がハネているが、トシミツと出会った3年前はハネていなかった。明朗快活で、やや短気でサッパリした性格。ルックスが良いらしく、同性のくるみにも美人と言われ、恋人のトシミツ以外の男性および同級生の大橋くんに惚れられたり、客に名前を聞かれたり、海でナンパされたり、キャバレーにスカウトされたりするほど。料理は好きと言っているが、ラーメンが得意料理と言っていたり、稀にまともな料理も作るものの基本的には下手。物語の途中からは料理教室に通い始める。酒はマスターとトシミツを潰すほど強い。
名前は『不思議の国のアリス』から取ったと思われがちだが、実は母がファンだったフォークグループのアリスから来ている。もちろん恥ずかしいので本人以外は誰も知らない。
高校時代はバレー部であり、大橋くんはその時のエースであったようである。現在は年上のイトコ（性別含め、詳細不明）と2人暮らし。
趣味はスポーツ、ゲーム、ギャンブル（パチンコ、競馬等）等。だがパチンコの腕は「天才的な下手さ」と評されており、この噂の主を確かめるべく「With」に多くの人が訪れたことがある。その他、わんこそば105杯の記録をたたき出した、駅でチカンを半殺しにした、ポケもんのゲーム大会で優勝した、といった経験もあり、その噂を聞いて彼女を見に来る客も多い。
最終回の前の回でトシミツと結婚し、その2年後を描く最終回で妊娠。その時点でもウエートレスをしており、トシミツと出会った頃の髪型に戻っている。料理の腕も上がっている模様。
山本トシミツ（やまもと トシミツ）
大中央出版株式会社の第3営業部で働く23歳のサラリーマン。アリスと交際中。アリスと会うために外回りのついで（本人は「ついでは外回りの方」と言っている）に「With」にちょくちょくやって来る。ひどい時は、「週6」のペースでアリスに会いに来るくらいだった。
身長192cmと図抜けた長身で、Withや会社の入り口に何度も頭をぶつける（あまりにぶつけすぎて「With」の壁にヒビが入ったことも）。
世間に無関心で少し間抜けだが真面目な性格をしており。営業成績は第3営業部内ではトップ。かなりの甘党で、「With」の砂糖の減りがは早いのは彼がコーヒーなどに大量の砂糖を入れるためである。ギャンブルは嫌い、というより「悪いことをしているみたいだから」という理由で、やらない。酒を飲むとすぐ桜の枝を折ったり、チェーンソーで木ごと切ろうとする悪い癖を持つ。
高校時代はノストラダムス研究会に所属。探偵小説好きで、他の喫茶店の偵察を頼まれたりすると、すぐその気になる。釣り好きだが、腕はたいしたことはない（海釣りをしていたのにもかかわらず、アリスに「アユを釣った」と明らかな嘘をついていた）。
最終回の前の回でアリスと結婚し、その2年後チーフとなった。
チーフに昇格した後、「山本チーフ」と呼ばれるのが恥ずかしかったらしく、部下などには「やまチー」と呼んでもらっているらしい。
『Good Morning ティーチャー』の登場人物と同様に、作者が学生時代に大学の友人をモデルに描いていた4コマ漫画から流用したキャラクターであり、実在の友人がモデルである。
間宮圭太（まみや けいた）
「With」のマスター。通称も「マスター」（くるみには「パパ」）。
頭髪がなくいかにも中年っぽく見えるが、これでも31歳と若い。意外にも人の心には敏感で、くるみが無自覚に大橋くんに恋心を抱いていたことを見抜いていた。
田中佐和子と学生結婚するが5年後離婚。原因は自身の浮気のようだ。
離婚後、絶望の縁に立たされたが、宝くじで1000万円が当たったため、それを資金にして喫茶店を開業させた。
料理はもちろんのこと、アリスのエプロンにポケットを付けたり、くるみの体育着の仕立て直しをするなど手先が器用。編み物の腕はプロ級らしい。コーヒー通で、そこは娘のくるみにも継承されている。昔、バーテンダーをやっていたことがあり、今でもシェーカーさばきは衰えていない様子。
「With」を開業して以来コーヒーの味を全く変えておらず、アリスなどにしばしば「（味が）イマイチ」などと評されていたが、これは別れた妻＝佐和子の味覚に合わせたものであったと終盤に判明する。
女好きだがホステスをオトそうとしては振られており、あまりモテない。出会いを求める会合にも何度も参加しているものの、とうとう最終回まで独身のままだった。しかし、心の底では別れた妻のことを気にしている様子。自身がバツイチで、再婚も上手くいかないせいか、従業員のアリス＆常連客のトシミツを除く、一般カップルに対しては、異常なまでの嫉妬心を持つ。
2年後（最終回）で一人だけ以前と変化がなかったが、本人によれば微妙に髭が濃くなっていたらしい。
田中くるみ（たなか くるみ）
マスターの娘。10歳。苗字が違うのは母方の姓を名乗っているから。学校名は不明だが、4年2組、担任は25歳の女性・辻村先生。
おませな性格。父に似ぬかわいい顔。父親譲りのコーヒー通で、味見して銘柄を当てられるが、まだ子供なので苦さには耐えられないため、全部は飲めない。また子供ゆえにアリスやトシミツなど周囲の大人の言う言葉の意味を理解できず、とんでもない勘違いをしてしまったり、覚えた言葉の用法を間違えたりすることも多い。両親が離婚した今も、父であるマスターが好きらしく、しょっちゅう「With」に来る。
暴走族やクラブのママなどと知り合いで、交友関係は幅広く、マスターが心配することもしばしば。トシミツのことは、最初だけは「トシさん」と呼んでいたが、すぐに「トシくん」に変わり、ずっとその呼び方をしている。
自分でも無自覚のうちに大橋君に恋していたらしく（気づいていたのはマスターだけ）、彼がアメリカに行く直前に背広の第2ボタンをもらう。
将来の夢は、「With」で働くか、芸能界入り。
田中佐和子（たなか さわこ）
トシミツの上司（チーフ）に当たる。30歳。1本だけ立った髪がくるっと巻いている。線目。写真に撮られるのを極度に嫌、撮られそうになると、飛んででも逃げる。結婚当事はロングヘアだった。
後に独立し会社を興す。
登場時は単に「チーフ」と呼ばれており、本名不詳だったが、物語終盤、実はマスターの別れた妻だったことが判明する。それ以降は何度か「With」に立ち寄る。1巻ラストで、顔がハッキリしないくるみの母が経営関係の本を読んでいるシーンがあり、その正体が彼女であることが、暗に示されていた。また、1巻のおまけページに載っているチーフの年齢・誕生日・血液型なども劇中でマスターが佐和子について語っている内容と一致している（「結婚の際、誕生石であるアクアマリンの指輪を渡した」など）。
独立後も仕事の合間に「With」に立ち寄り、経営を取り仕切っているらしい。
経営のセンスはあるものの、料理には疎い。そのため、他の客には不評なブレンドのコーヒーを作らせたり、「With」の新メニューにありえない要素を追加しようとする。
最後の方では、マスターと話し、時間をかければよりを戻す可能性も示されたが結局最後まで本当によりを戻すことはなかった。
中島みゆきの「With」という曲が好きで、マスターの喫茶店の名前もそれから来ている。
大橋哲弥（おおはし てつや）
アリスの高校の同級生。出版社のサラリーマン。
「With」で偶然アリスに再会し、一方的にアリスにアタックするが受け入れられず、そのためトシミツをライバル視していたが、徐々にトシミツの人間性に感心させられてしまい「自分がバカらしい」と言って最終的にはあきらめた。
連載では物語終盤でアメリカへ転勤してしまうが、その際くるみに背広の第二ボタンを取られる。その後の出演はなかったが、単行本にはその後のエピソードも加筆された。
『まんがタイムオリジナル』版にしか登場しなかったが、たった1度だけ『まんがホーム』版にも登場した。
小野寺（おのでら）
大橋のアメリカでの後輩。大橋を「先輩」と呼ぶ。
メガネを着用していて、後ろ髪が外ハネでない事を除けば、容姿がアリスに似ているために、大橋に「コンタクトにして髪を外ハネにする気はないか？」と聞かれた。
新井（あらい）
トシミツの同僚。23歳。『Good Morning ティーチャー』のアズマと髪型が同じで、顔も若干似たところがある。
営業成績はかなり悪く同じ部内でも最低。いまいち冴えない男。性格は優柔不断かつ腹黒く、アリスと付き合っているトシミツをうらめしく思ったりすることも。
年齢そのまま彼女いない歴。まだ子供のくるみにも関心がある。
自分の人生に不安を持っていたが、物語終盤に一念発起してチーフの新しく興した会社に転職、自信をつける。
コンタクトレンズを着用している。

### 「常連客リスト」に掲載されるほど、よく登場する客
謎の女性客
ふらりと「With」に来ては、水にガムシロップ、あの頃の純粋な気持ち、秋の空をただよう一片の紙ヒコーキなど奇抜な注文をする女性客。
詳しい事は全て不明。
ひそかに登場回数は多い。
最終回ではボクサー男と付き合っているような描写がある。
ボクサー男
日々減量と戦う男。
無名だが一応フェザー級のプロボクサー。特技は左フック。
弱点はマヨラーであること。
試合が終わった後、「With」でかなりの量の料理を食べたところ急激にリバウンドしてしまったことがある（その後どうなったかは不明）。くるみの料理を食べて吐いてしまったりしたこともあり、店に来るとろくな目に遭わない。
「何か注文は?」とアリスが聞いたところ、「減量中ですから水だけでけっこうです!!」と言い張り、注文をしなかったため、強制的に出て行ってもらった。
最終回では謎の女性客と付き合っているような描写がある。
ポッター針井（ポッターはりい）
自称「世界一の奇術師」。本名、村田大作（むらた だいさく）。
地方巡業で生計を立てている。
手品とお笑いを融合し、某番組に出演するも、125キロバトルで敗退した過去を持つ。
「With」でサイフを忘れた際、代わりに手品を見せてツケてもらおうとするも、「with」のスプーンで手品を行ったため、スプーンの弁償代が加算させられたり、女子高生の機嫌を取ろうとハトを出すも、マスターに調理されそうになるなど、手品を行うたびに逆にひどい目に遭っている。
初登場した時はかなり長いシルクハットをかぶり、入り口の扉の上の壁にぶつけた。その直後髪がシルクハット同様に縦長ということが判明。
女子高生A
イマドキの女子高生。
「With」に来てはやたら文句ばかり言っているが、なんだかんだで「With」によく来ている。
マスター（たまにくるみ）にしてやられる事が多い。
岩川さんとその部下達（いわかわさんとそのぶかたち）
とこなめ建設の社員達。「With」の前の道路を工事していたころに、この店に入るようになり、そのまま常連となった。
自身の仕事が「騒音を出す」と自覚しているためか、「With」の近くで工事をすることになった際には、アリスたちに「耳栓」をプレゼントする、という気遣いもできる。
受験生
鉢巻きをするというベタなスタイルな浪人生で、「With」に比較的長居をする。
レディースデーに店で長居をしてしまった際には、支払金が足りなくなって、割引のために女装を試みたが、上手い変装と言えるわけでもなかったためあっさりとアリスに男性用の料金を提示されてしまった。精神的にもかなり追い詰められているようで、一度「With」のレジを放り投げようとしたこともある。
星川きらら（ほしがわ きらら）
人気アイドル。「With」は落ち着くので結構気に入っている模様。
くるみのランドセルにサインをしたり、マスターに電話番号を聞かれたりした。
トイレを借りて、アイドルはトイレに行かないという新井の幻想を打ち砕く。
「with」にいる間は変装のためか、メガネをかけている。
最終話ではスポーツ新聞にハリウッドデビューをしたことが記されていた。
福森豊（ふくもり ゆたか）
食い逃げの常習犯。「With」でも福森対策がなされた（福森専用食券販売機・食い逃げ対策扉等）。
サングラスと立っている襟がトレードマーク。関西弁を使う。
最終回では髪型がオールバックになり、食い逃げから足を洗い、万引き男として活動。
同じ風貌の男が、『のの美捜査中!』や『ひまじん』でも食い逃げ犯として登場。
名前のモデルは福本豊（元阪急ブレーブス）。
岸朝男（きし あさお）
有名料理記者だが、「With」では無名。
1度、言葉の端で田舎の訛を出してしまったことから地方出身者であることがバレ、「田舎者」呼ばわりされた。
マスターの料理を高く評価するが、その反面コーヒーの味を酷評（だがこれには前述の通り理由がある）。
名前のモデルは実在する料理記者の岸朝子。
そのほか、 モブキャラクターとして時折「Good Morning ティーチャー」や「ひまじん」に出てくるキャラがさりげなく登場することがある。

## 書誌情報
単行本 - 芳文社より「まんがタイムコミックス」、全3巻。
1. 2002年1月23日発行 ISBN 4-8322-6236-X
2. 2003年2月18日発行 ISBN 4-8322-6279-3
3. 2004年8月18日発行 ISBN 4-8322-6351-X